# Solana de los Barros
Solana de los Barros è un comune spagnolo di 2 792 abitanti situato nella comunità autonoma dell'Estremadura, comarca Tierra de Barros.

## Storia

### Simboli
(D.O.E. n. 8 del 25 gennaio 1990)
Gli elementi presenti nello stemma di Solana de los Barros ne ripercorrono la storia: il castello è simbolo del regno di Castiglia da cui dipendeva; l'appartenenza al territorio al Ducato di Feria, rappresentato dal blasone della famiglia Figueroa (cinque foglie di fico in campo dorato); il toponimo Solana è simbolizzato da un sole figurato, elemento tipico dell'araldica dell'Estremadura; il ponte su un fiume fa riferimento all'antico nome di Solana del Puente.